# Rechtsextremismus in der Türkei

Flagge der Partei der Nationalistischen Bewegung, die prominenteste rechtsextreme politische Partei in der Geschichte der türkischen Republik.

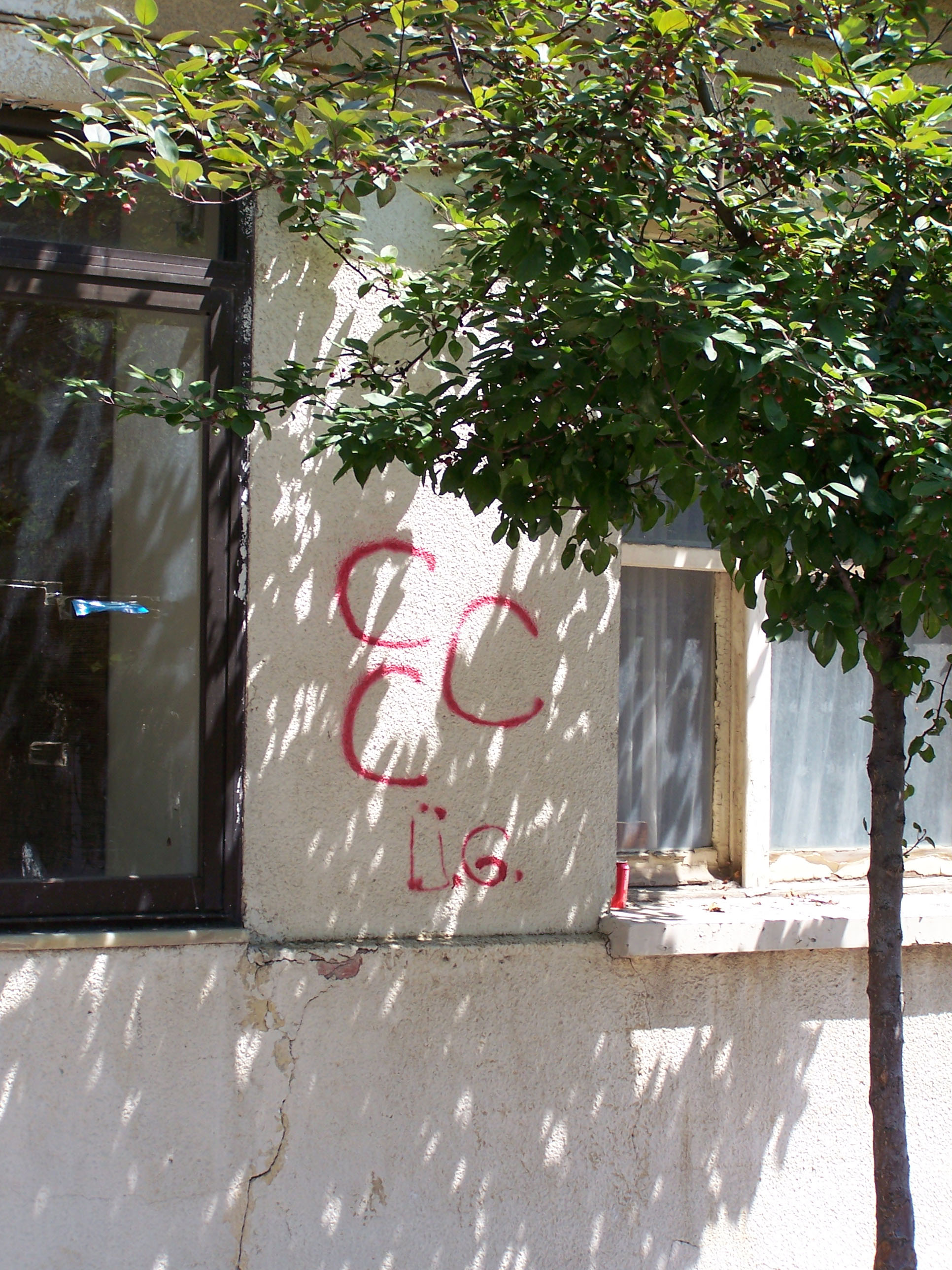
Markierung der Grauen Wölfe an einer Hauswand auf der Prinzeninsel Heybeliada bei Istanbul. Die Abkürzung Ü.G. steht für die „Idealisten-Jugend“ (Ülkücü Gençlik).

Rechtsextremismus in der Türkei ist eine Ideologie, die derzeit vor allem durch die Partei der Nationalistischen Bewegung (Milliyetçi Hareket Partisi, MHP) und die Große Einheitspartei (Büyük Birlik Partisi, BBP) repräsentiert wird. Die Mitglieder und Anhänger der MHP werden als Graue Wölfe bezeichnet. Der Ursprung der Ideologie liegt im ausgehenden 19. Jahrhundert, als europäische Turkologen das Konzept einer turaniden Rasse und eines turanischen Imperiums formulierten und diese Ideologie von führenden Jungtürken in die Politik des Osmanischen Reiches eingebracht wurde.

## Geschichte
Grundlage des türkischen Rechtsextremismus waren Türkischer Nationalismus und Turanismus, die im Osmanischen Reich des 19. Jahrhunderts erste Anhänger fanden. Als Folge der Politik der pantürkisch orientierten Drei Paschas kam es 1915 zum Völkermord an den Armeniern, zum Völkermord an den Assyrern und zu den Massakern an den Pontosgriechen.
Der türkische Rechtsextremismus war nach der Republikgründung ursprünglich eine neuheidnische Bewegung, die insbesondere durch den Einfluss Alparslan Türkeş stärker islamisch überformt wurde. Die 1930 im faschistischen Italien unter Benito Mussolini durchgeführten Strafrechtsreformen wurden in das auf dem italienischen Strafgesetzbuch von 1889 (Codice Zanardelli) basierende türkische Strafgesetzbuch von 1926 übernommen. Zur Erziehung der Jugend im Sinne rassistischer Ideologie wurde der „Nationale Türkische Studentenbund – MTTB“ ins Leben gerufen.
Eine nationalsozialistische Gruppierung gab es 1969 in Izmir, als eine Gruppe ehemaliger CKMP-Mitglieder (Vorgängerpartei der MHP) den Verein „Nasyonal Aktivite ve Zinde İnkişaf“ (NAZİ) gründeten. Der Verein unterhielt zwei Kampfverbände. Die Mitglieder trugen SA-Uniformen und verwendeten den Hitler-Gruß. Eines der Führungsmitglieder (Gündüz Kapancıoğlu) wurde 1975 wieder in die MHP aufgenommen.

## Ideengeschichte
Türkeş entwickelte als ideologische Grundlage die Doktrin der neun Lichter (9 Işık Doktrini). Diese Lichter heißen Nationalismus, Idealismus, Ehrgefühl, Wissenschaft, Einheit, Bauernschaft, Freiheit und Selbständigkeit. Gemeinsamer Nenner sind ein übersteigerter Nationalismus und eine ausgeprägte islamische Frömmigkeit. Ziel ist das Ideal der Gründung einer Großtürkei, bisweilen sogar die Vereinigung sämtlicher Turkvölker der Welt in einem Staat (Turanismus oder Pan-Turkismus). In den 1970er-Jahren  war Antikommunismus ebenfalls ein prägendes Merkmal türkischer Rechtsextremisten. Auch Kapitalismus wird oftmals abgelehnt. Stattdessen wird ein „Dritter Weg“ favorisiert, ein Gemeinswesen mit einem starken Führer, dessen prägendes Merkmal die türkisch-islamische Identität ist. Klassische Feindbilder sind Freimaurer, „Zionisten“ und die PKK. Antisemitische Stereotype sind in allen politischen Richtungen der türkischen Gesellschaft weit verbreitet. Türkische Rechtsextremisten sind zudem minderheitenfeindlich. Wichtiges Anliegen dieser Gruppierung ist die Situation der sogenannten „Auslandstürken“, damit sind die Uiguren in Xinjiang gemeint.
Der türkische Rechtsextremismus fußt auf einem Gefühl der Überlegenheit der türkischen Kultur und einer Verherrlichung des Türkentums. Ethnischer Rassismus wird geleugnet. Unter türkischen Rechtsextremen hochverehrte Persönlichkeiten sind Alparslan Türkeş († 1997), Necip Fazıl Kısakürek († 1983), Ozan Arif, Ziya Gökalp († 1924), Munis Tekinalp († 1961) und auch beispielsweise der Rassist Nihal Atsız († 1975), der jedoch insbesondere im fortgeschrittenen Alter eine ausgeprägte islamfeindliche Weltsicht vertrat.

## Begriffe
Der heute sehr islamisch orientierte Rechtsextremismus wird oft unter dem Begriff Türkisch-islamische Synthese zusammengefasst oder als „Ülkücülük“ (Idealismus) bezeichnet. Die Anhänger der Bewegung nennt man „Bozkurtlar“ oder „Bozkurtçular“ (Graue Wölfe oder Anhänger der Grauen Wölfe). In Abgrenzung zum Rechtsextremismus wird der religiöse Fundamentalismus abwertend als „irtaca“ oder „gericilik“ bezeichnet, der wie der Rechtsextremismus teilweise antisemitisch geprägt ist.

## Symbole
Die Symbole türkischer Rechtsextremisten sind mehrheitlich vorislamisch. Dazu gehören der Wolf, der in dem Abstammungsmythos der Türken, der Asena-Legende, eine zentrale Rolle spielt. Türkische Rechtsextremisten erheben die Hand zum Wolfsgruß. Ferner gibt es die ebenfalls vorislamischen Symbole der drei Halbmonde oder des Halbmonds mit Stern (Ayyıldız). Beliebt sind vorislamische türkische Runenzeichen oder islamische Kalligraphien. Charakteristisch für diese Gruppierung ist auch der sogenannte Idealisteneid (Ülkücü Yemini), in dem geschworen wird, bis zum letzten Blutstropfen für Turan zu kämpfen.

## Übergriffe
Minderheitenfeindliche Übergriffe oder Pogrome kamen und kommen in der Türkei vor, beispielsweise die Pogrome von Thrakien, Istanbul, Çorum, Maraş und der Brandanschlag von Sivas. Als regionale Hochburgen rechtsextremer Tendenzen gelten die Schwarzmeerregion und die Region um Sivas. Vor dem Militärputsch von 1980 gingen zahlreiche politische Morde auf das Konto der Rechtsextremisten.

## Heutige Situation
Bei den Parlamentswahlen 2007 erzielte die rechtsextreme Milliyetçi Hareket Partisi (MHP) 14,3 % der Stimmen, bei den Wahlen im Jahr 2011 13 %. Sie verfügt über einen Ableger in Deutschland, die Föderation der Türkisch-Demokratischen Idealistenvereine in Deutschland. Eine weitere rechtsextreme Partei ist die Büyük Birlik Partisi.
Zur Parlamentswahl am 24. Juni 2018 trat die MHP in einem Bündnis mit der AKP an. Sie errang 11,1 % der Stimmen und damit 49 Sitze.